# 小熊座11b
小熊座11b（11 Ursae Minoris b）是一顆環繞 K 型巨星小熊座11的系外行星，距離地球約390光年，位於小熊座。該行星的質量下限是木星的10.5倍，但目前不知道它的軌道傾角，尚無法得知它的真實質量，因此它也可能實際質量超過木星的13倍，而被認為是棕矮星。該行星的軌道週期是17個月，軌道半長軸1.54天文單位。該行星於2009年8月12日以徑向速度法發現。